# José Loreto Arismendi
José Loreto Arismendi (Carúpano, estado Sucre, Venezuela, 5 de mayo de 1825 - Irapa, estado Sucre, Venezuela, 21 de septiembre de 1870) fue un militar y político venezolano participante en el Guerra Federal.